# 石寅恭
石寅恭（?—?），字友三，山西省平定直隸州盂縣人，清朝政治人物、同進士出身。

## 生平
光緒二十一年（1895年）乙未科進士三甲171名。同年五月，著交吏部掣签分发各省，以知县即用。官陕西清涧县知县。光绪二十九年（1903年），改当地笔峯书院为清涧高等小学堂（今城关小学）。